# Křelovice (Pelhřimovi járás)
Křelovice település Csehországban, a Pelhřimovi járásban. Křelovice Košetice, Senožaty, Arneštovice, Syrov, Červená Řečice, Želiv, Rovná és Onšov településekkel határos. Lakosainak száma 332 fő (2024. január 1.).

## Népesség
A település lakosságának változását az alábbi diagram mutatja:
| Lakosok száma | 892  | 952  | 948  | 635  | 479  | 350  | 356  | 340  | 346  | 332  |
|               | 1869 | 1890 | 1921 | 1950 | 1980 | 2001 | 2017 | 2019 | 2022 | 2024 |